# Chili aux Jeux olympiques d'été de 1964
L'équipe de chilienne olympique participe aux Jeux olympiques d'été de 1964 à Tokyo. Le pays n'y remporte aucune médaille. L'escrimeur Aquilles Gloffka est le porte-drapeau d'une délégation chilienne comptant 14 sportifs (14 hommes).